# Andreas Kovac-Zemen
Andreas Kovac-Zemen (* um 1947; † 1992) war ein deutscher Schauspieler.

## Karriere
Im Jahr 1986 erlangte er durch die Darstellung des „Vollstreckers“ in der Spielshow Donnerlippchen (1986–1988) deutschlandweite Bekanntheit.
Nach den Filmen Geld oder Leber! (1986) von Dieter Pröttel, Hollywood Monster (1987) von Roland Emmerich und Starke Zeiten (1988) von Otto Retzer zog er sich aus dem Filmgeschäft zurück. Andreas Kovac-Zemen starb 1992 mit Mitte 40 nach längerer Krankheit.

## Filmografie (Auswahl)
- 1970: Rudi Carrell Show (Fernsehshowserie) (Episode 2.6: Kneipenbummel)
- 1971: Mariechen saß weinend im Garten (Fernsehfilm)
- 1971: tv intim (Fernsehserie) (Episode 1.5:  Drehbericht zu Mariechen saß weinend im Garten)
- 1980: Die Frank Zander Show (Fernsehspecial)
- 1983: Netter geht’s nicht (Fernsehspecial)
- 1983: Geschichten aus der Heimat (Fernsehserie) (Episode 1.1: Die Karpfenbeichte)
- 1986–1988: Donnerlippchen – Spiele ohne Gewähr (Fernsehshowserie) (15 Folgen)
- 1986: Geld oder Leber! (Kinofilm)
- 1987: Hollywood Monster (Kinofilm)
- 1988: Starke Zeiten (Kinofilm)